# مسجد كاتماندو
مسجد كاتماندو أو جامع كاتماندو أو مسجد الجمعة كاتماندو هو مسجد يقع في كاتماندو عاصمة نيبال، يقع المسجد في سوق باغ، والمسجد ليس بعيدا عن الحرم الجامعي لجامعة تري شاندرا وهي من الجامعات الكبرى في نيبال، وليس بعيدا عن قصر ملك نيبال السابق في نيبال، المسجد مفتوح للجمهور وهو مسجد سني، تقام فيه صلاة الجماعة خمس مرات بالإضافة لصلاة الجمعة وصلاة العيد، اللغة المحكية ولغة التدريس فيه قائمة على اللغة العربية، يؤم مسجد كاتماندو حاليا فريد حماد .

## وصلات خارجية
- ألبوم صور مسجد كاتماندو